# Karl Karlström
Karl Johan Karlström, född 24 april 1904 i Stockholm, död där 9 september 1969, var en svensk arkitekt. Han var far till Bo Karlström.
Karlström studerade vid Kungliga tekniska högskolan 1925–1929. Mellan 1929 och 1932 var han anställd hos Björn Hedvall och från 1932 hos Gustaf Birch-Lindgren i Stockholm. Från 1937 var han byggnadskonsulent i Österhaninge. Karlström står bakom flera kommunala byggnader, skolor, sjukhus och hyreshus i hela landet.

## Verk i urval
- Tingshus i Vetlanda för Östra härads tingslag[3], tillsammans med Karl W. Ottesen (idag Vetlanda museum), 1938
- Stadshotell i Vetlanda
- Södertörns domsagas tingshus, Högbergsgatan 42, Stockholm, 1942 [4]
- Södra Roslags tingsrätt, Erik Dahlbergsgatan 60, Stockholm, 1950 [5]
- Umeå gamla tingsrätt, 1955 [6]
- Gotlands nation, Uppsala, 1955[7]
- Svartlösa domsagas tingslags tingshus, Huddinge, 1958

## Bilder

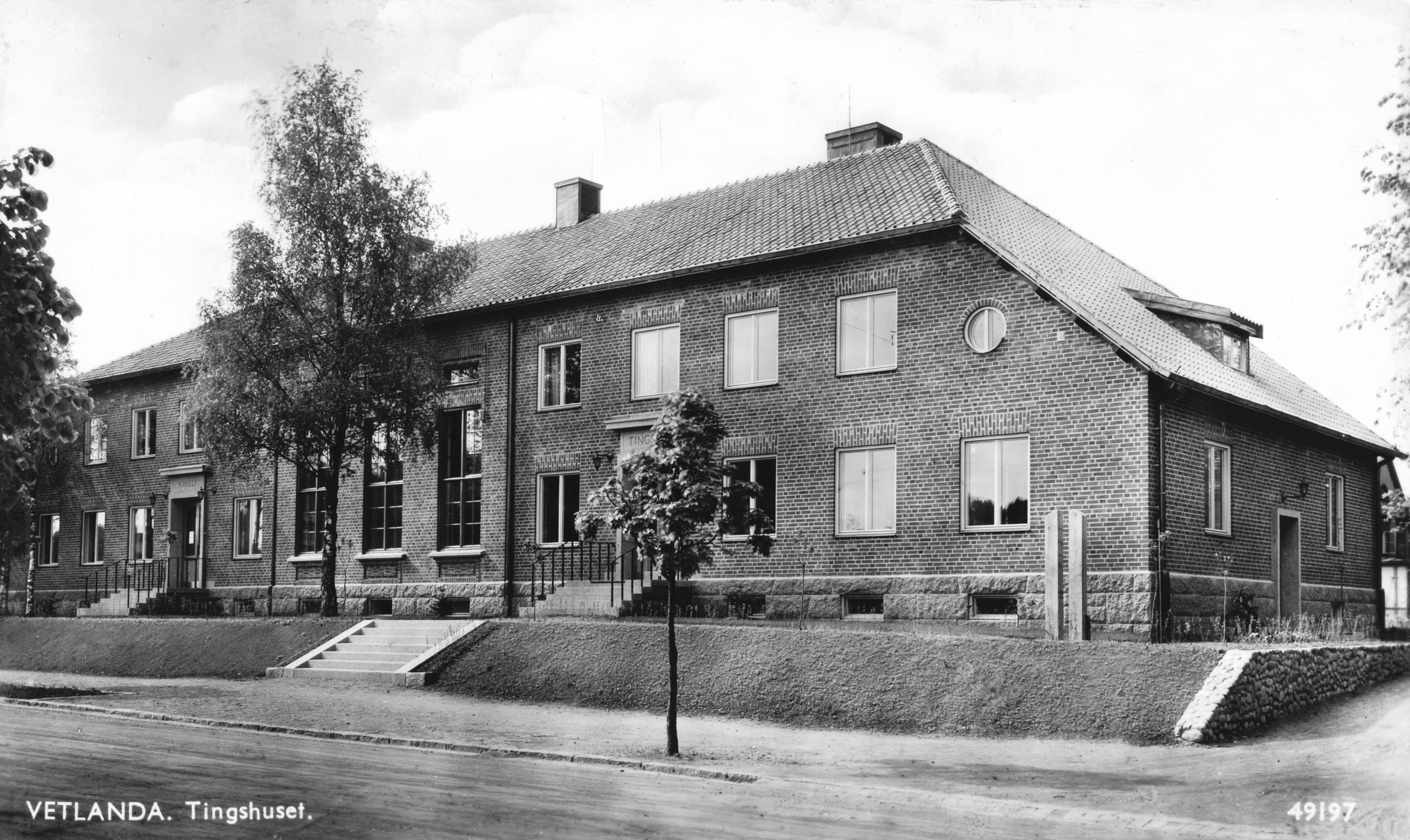
Tingshuset i Vetlanda
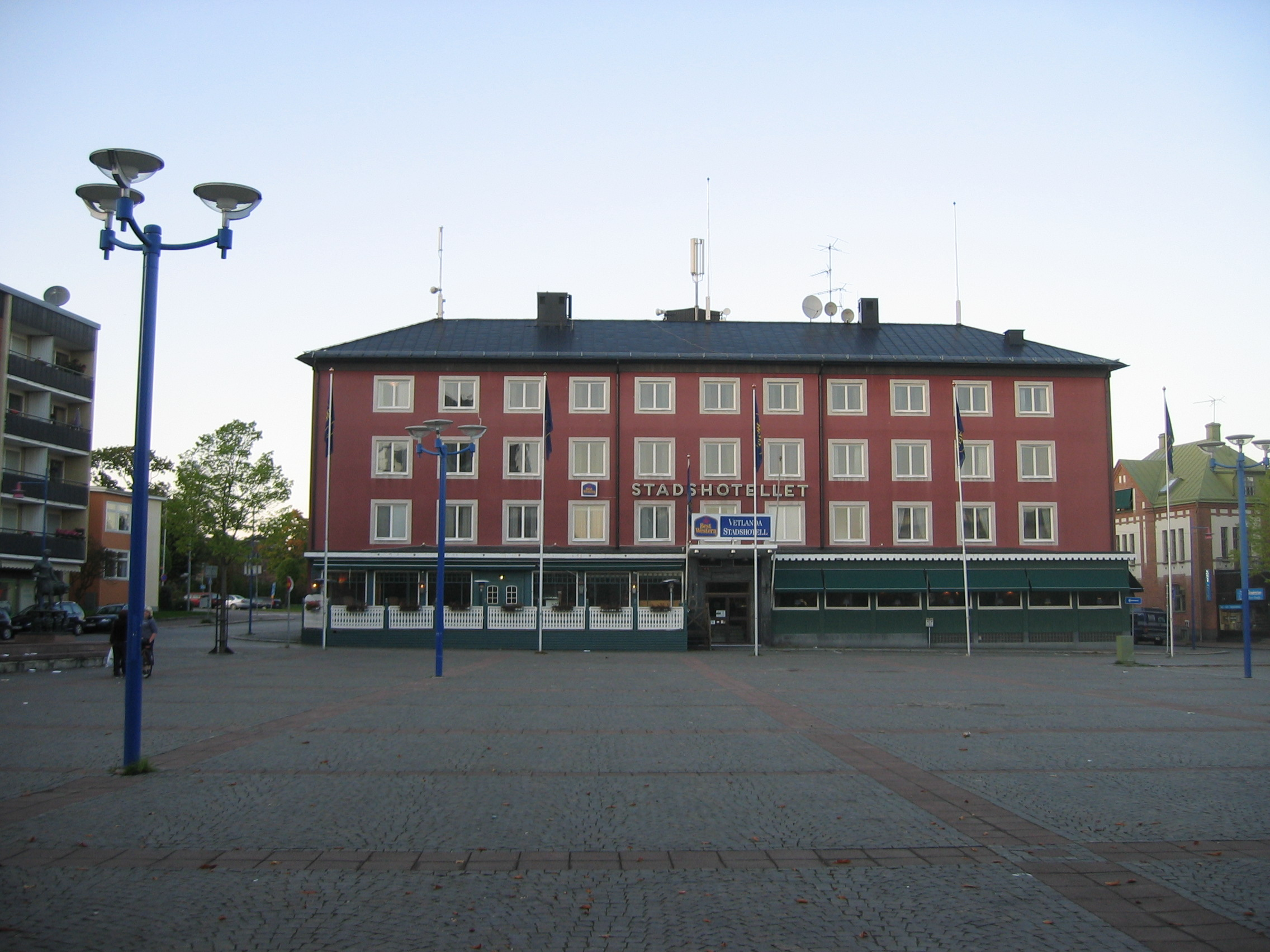
Stadshotellet i Vetlanda
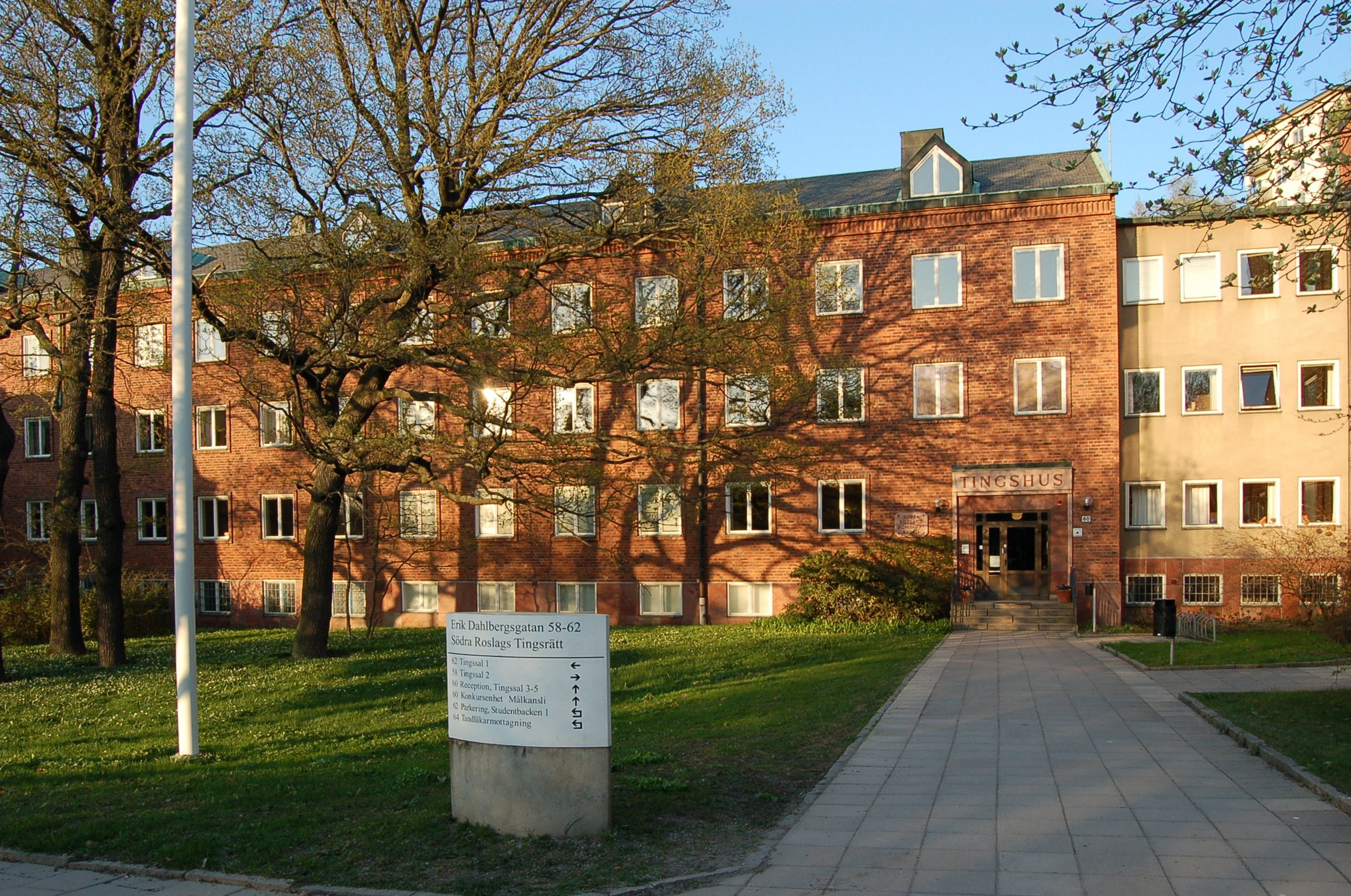
Södra Roslags tingsrätt
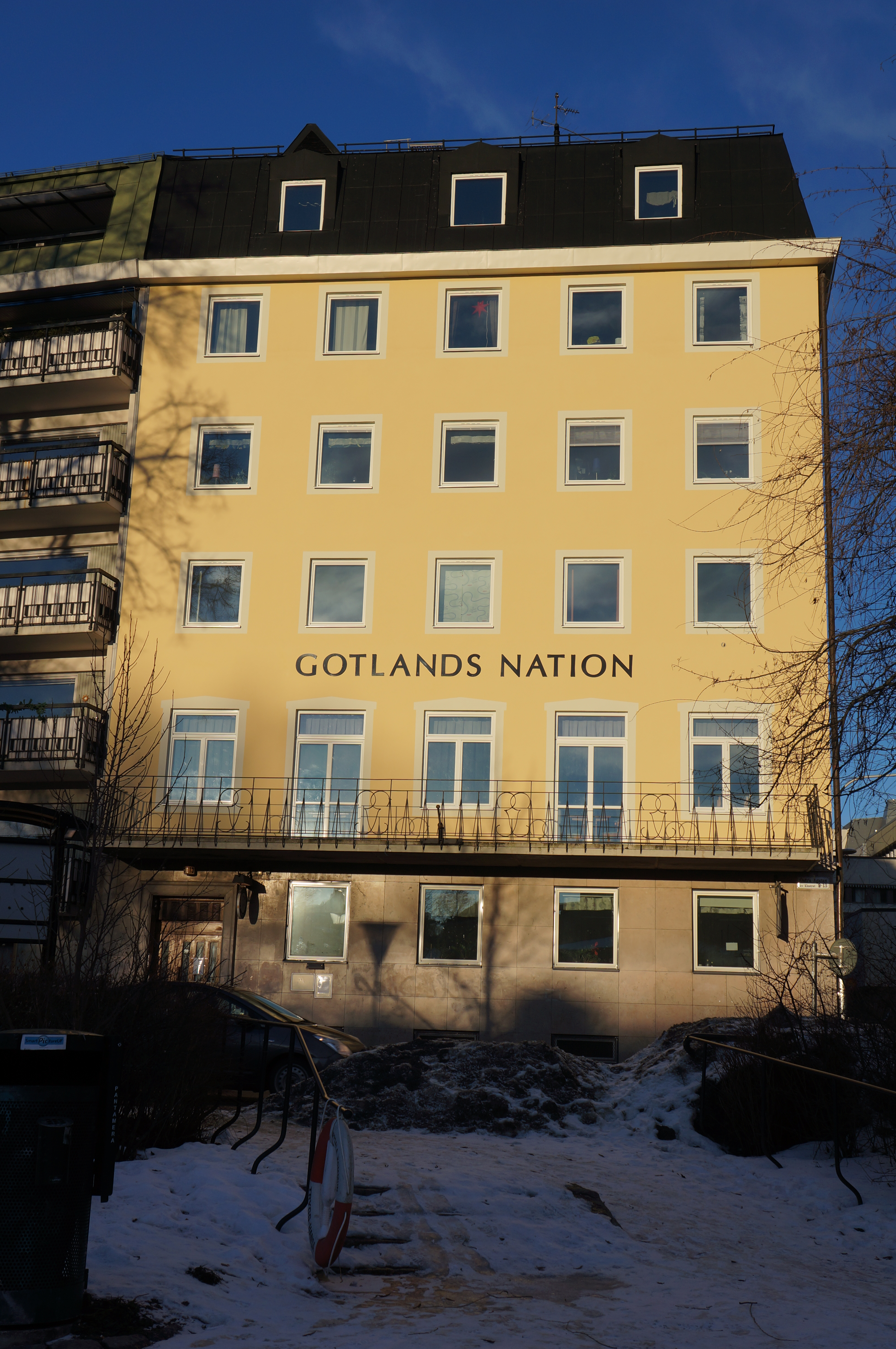
Gotlands nation, Uppsala
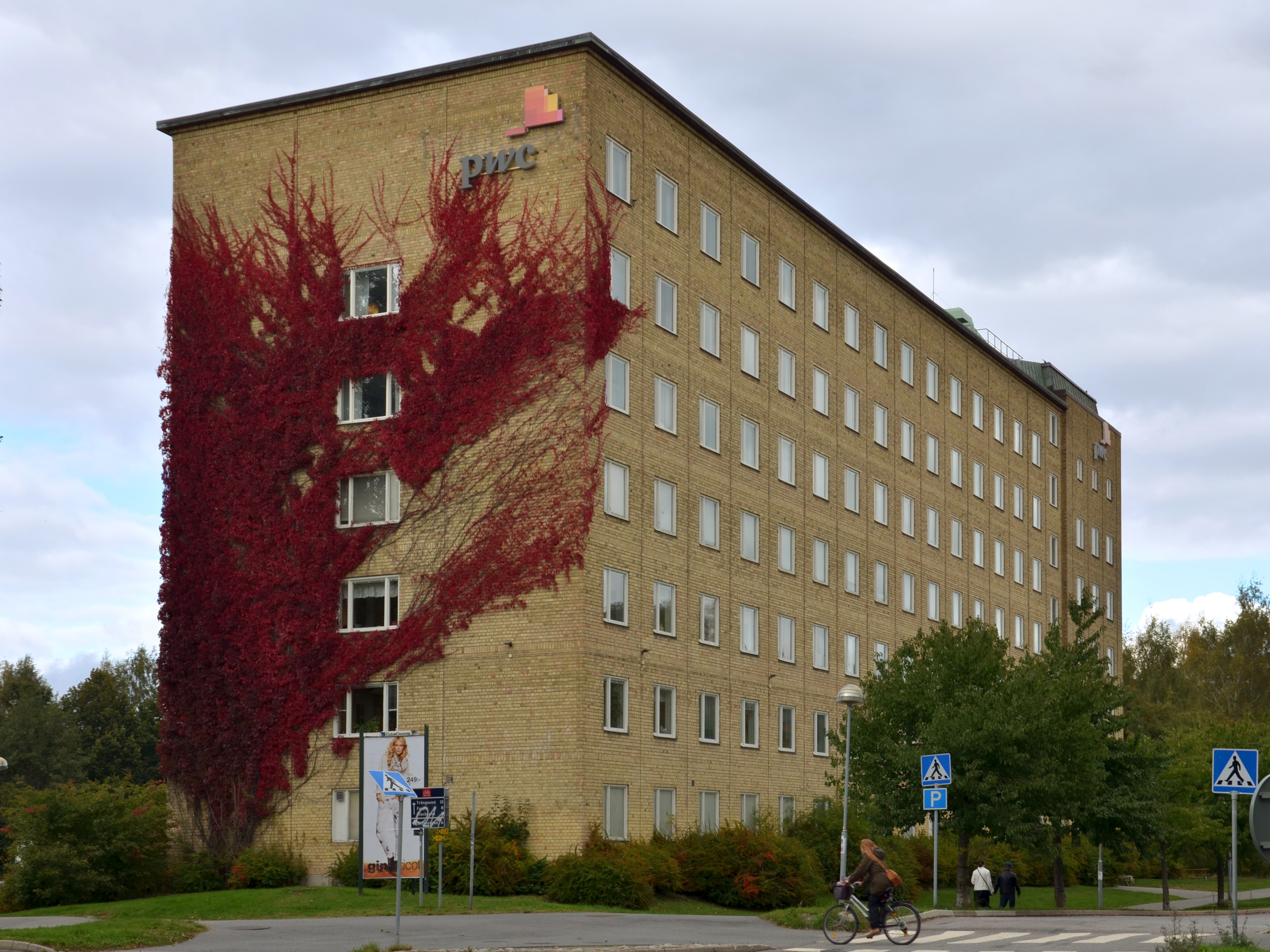
Tingshuset i Huddinge